# Arrondissement di Les Sables-d'Olonne
L'arrondissement di Les Sables-d'Olonne è una suddivisione amministrativa francese, situata nel dipartimento della Vandea e nella regione dei Paesi della Loira.

## Composizione
L'arrondissement di Les Sables-d'Olonne raggruppa 83 comuni in 11 cantoni:
- cantone di Beauvoir-sur-Mer
- cantone di Challans
- cantone di L'Île-d'Yeu
- cantone di La Mothe-Achard
- cantone di Moutiers-les-Mauxfaits
- cantone di Noirmoutier-en-l'Île
- cantone di Palluau
- cantone di Les Sables-d'Olonne
- cantone di Saint-Gilles-Croix-de-Vie
- cantone di Saint-Jean-de-Monts
- cantone di Talmont-Saint-Hilaire